# Anhuilong diboensis
Anhuilong diboensis ("drak z provincie An-chuej") byl druh velkého dlouhokrkého sauropodního dinosaura z čeledi Mamenchisauridae, žijícího v období střední jury (asi před 170 miliony let) na území současné východní Číny.

## Popis a význam
Formálně byl typový druh A. diboensis popsán trojicí čínských paleontologů v roce 2018. Tento druh je důkazem, že čeleď mamenchisauridů byla v období střední jury již značně rozšířenou a evolučně úspěšnou skupinou.

## Fosilní materiál
Z tohoto sauropodního dinosaura byla objevena kompletní levá pažní kost (humerus) a dále loketní (ulna) a vřetenní (radius) kost. Všechny fosilie patřily jedinému exempláři, který se kombinací svých anatomických znaků liší od ostatních dosud popsaných mamenchisauridů, a byl proto pro něho stanoven nový rod a druh.

## Příbuzenství
Nejbližším příbuzným tohoto rodu je zřejmě Huangshanlong a spolu s druhem Omeisaurus tianfuensis tvoří tyto taxony samostatný klad v rámci čeledi Mamenchisauridae.